# Белозерово (Усть-Алексеевский сельсовет)
Белозерово — деревня в Великоустюгском округе Вологодской области.
Входила в состав упразднённого Усть-Алексеевского сельского поселения, с точки зрения административно-территориального деления — в Усть-Алексеевский сельсовет.
Расстояние по автодороге до окружного центра Великого Устюга — 54 км, до территориального отдела в Усть-Алексеево — 2 км. Ближайшие населённые пункты — Дресвище, Телячье, Архангельская Мельница.
По переписи 2002 года население — 8 человек, численность фактически проживающего населения на 2023 год — 1 человек.